# Cá sấu đeo kính
Caiman crocodilus (tên tiếng Anh: Spectacled caiman) là một loài cá sấu trong họ Alligatoridae được tìm thấy trong nhiều vùng ở Trung và Nam Mỹ. Nó sống trong một loạt các vùng đất thấp ẩm và các loại môi trường sống ven sông và có thể chịu được nước mặn cũng như ngọt; một phần do khả năng thích ứng này, nó là loài phổ biến nhất trong tất cả các loài cá sấu.

## Mô tả
Đây là một loài cá sấu có kích thước từ nhỏ đến trung bình. Con đực thường dài 1,8 đến 2 m (5,9 đến 6,6 ft), con cái nhỏ hơn, thường chỉ đạt 1,2–1,4 m (3,9–4,6 ft). Khối lượng cơ thể của hầu hết còn trưởng thành từ 7 và 40 kg (15 và 88 lb). Kích thước tối đa đã được ghi nhận là 2,5 m (8,2 ft), với cân nặng 58 kg (128 lb). Con cái lớn nhất từng được biết dài 1,61 m (5,3 ft) và nặng 20 kg (44 lb). Các cá thể tại llanos Venezuela được cho là lớn hơn các cá thể ở Mexico. Loài này có khả năng thay đổi màu sắc nhất định. Vào mùa lạnh, sắc tố đen trong tế bào da sẽ mở rộng, làm chúng có bề ngoài tối hơn.

## Hình ảnh

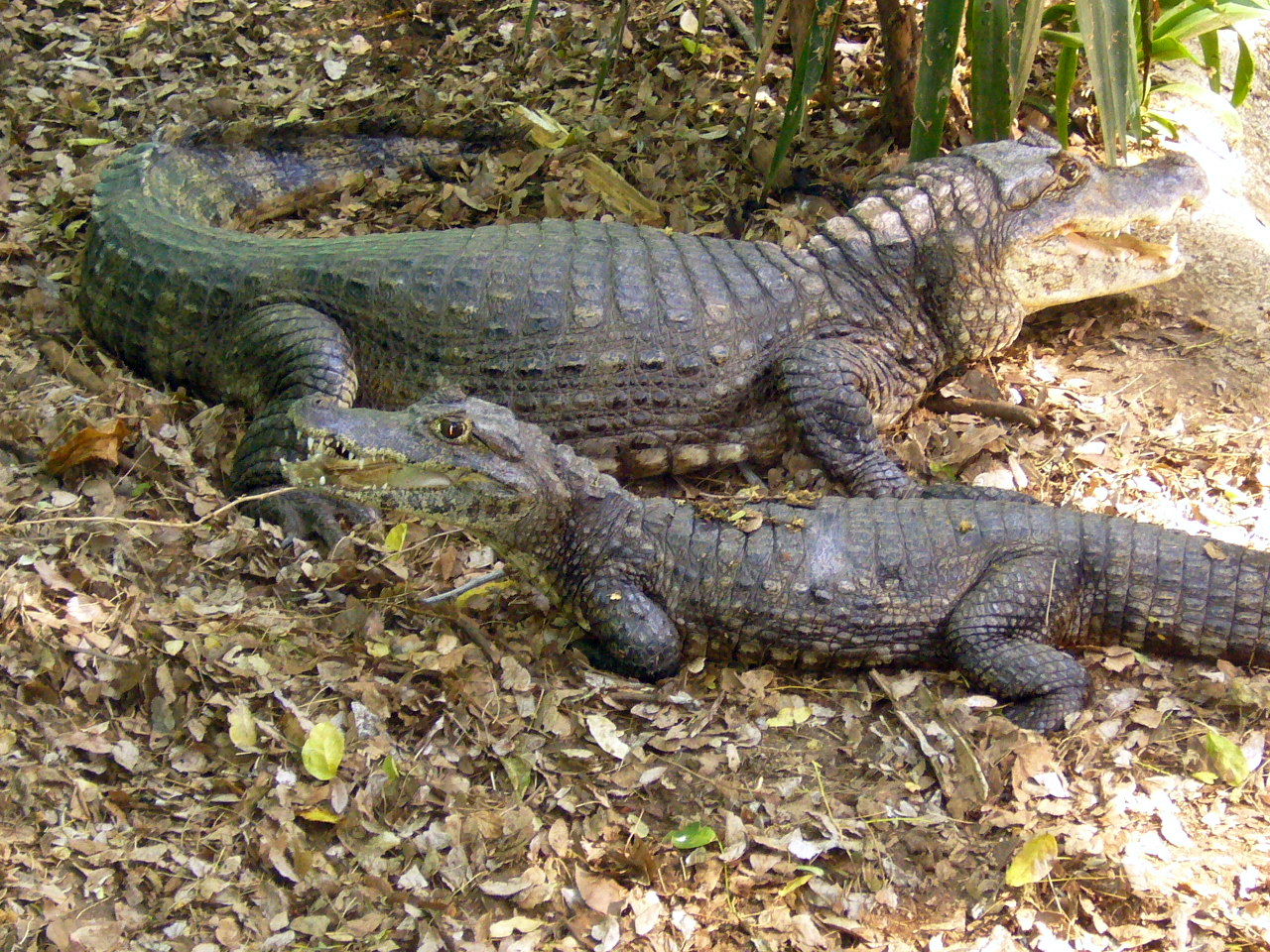
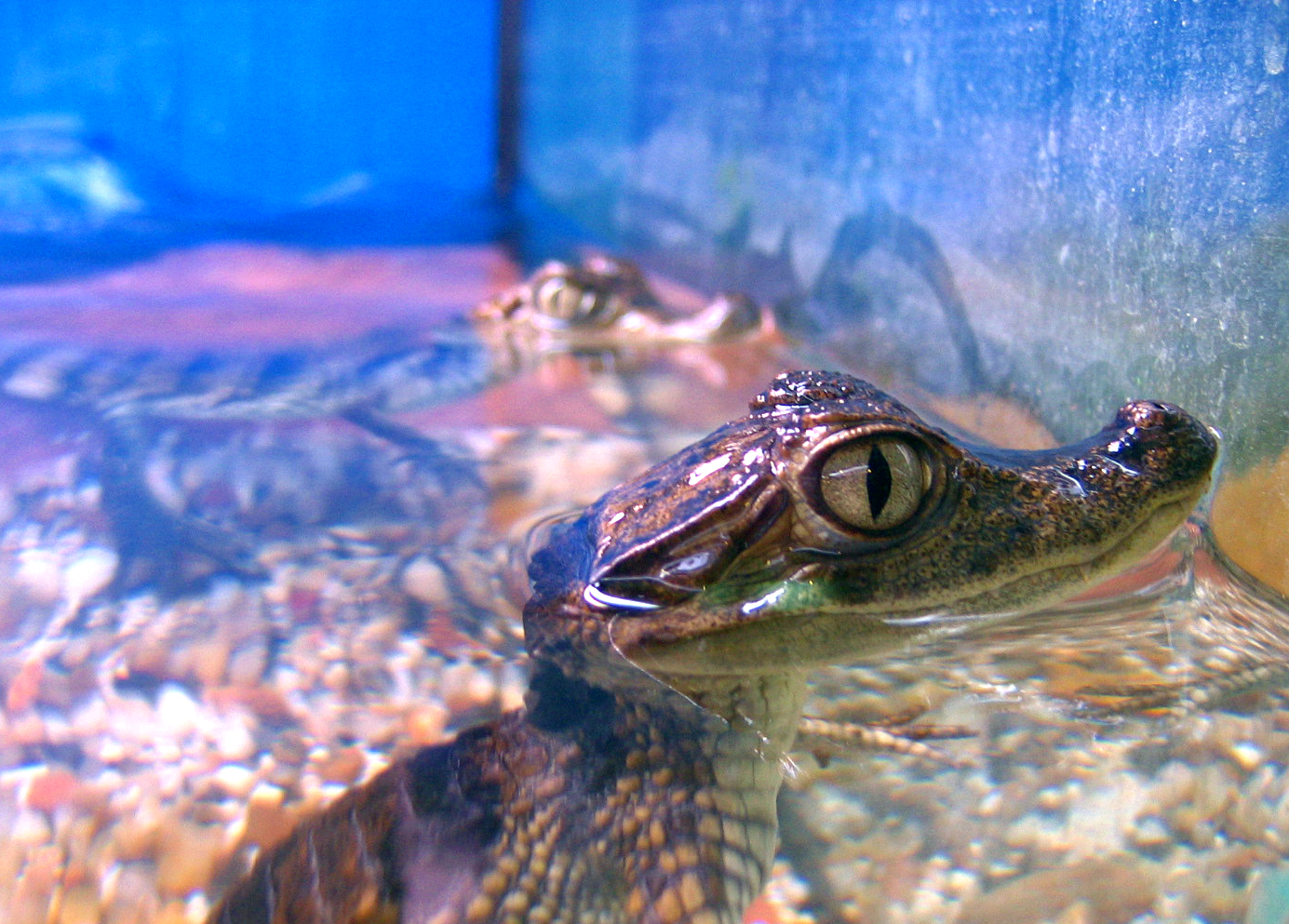
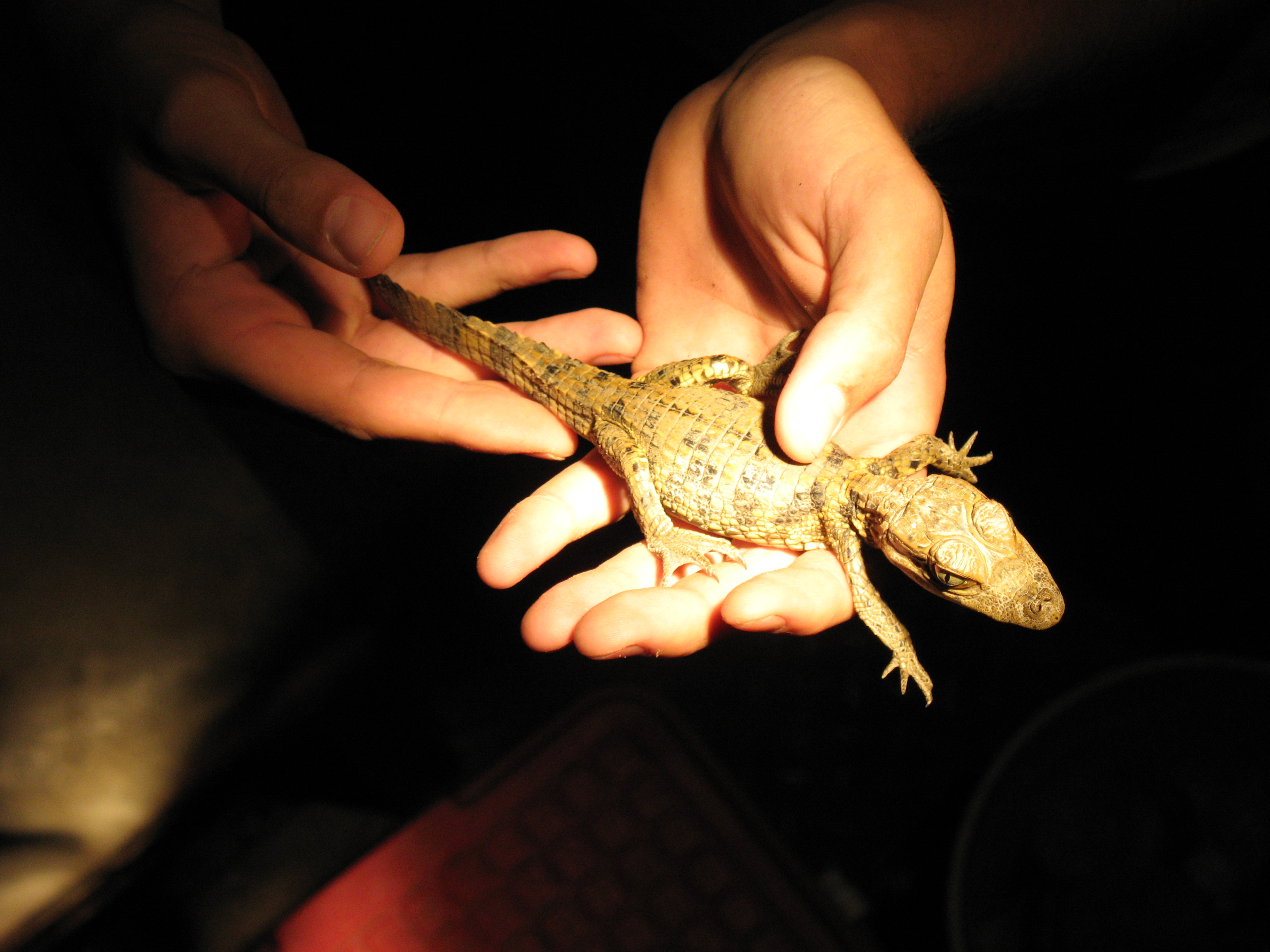
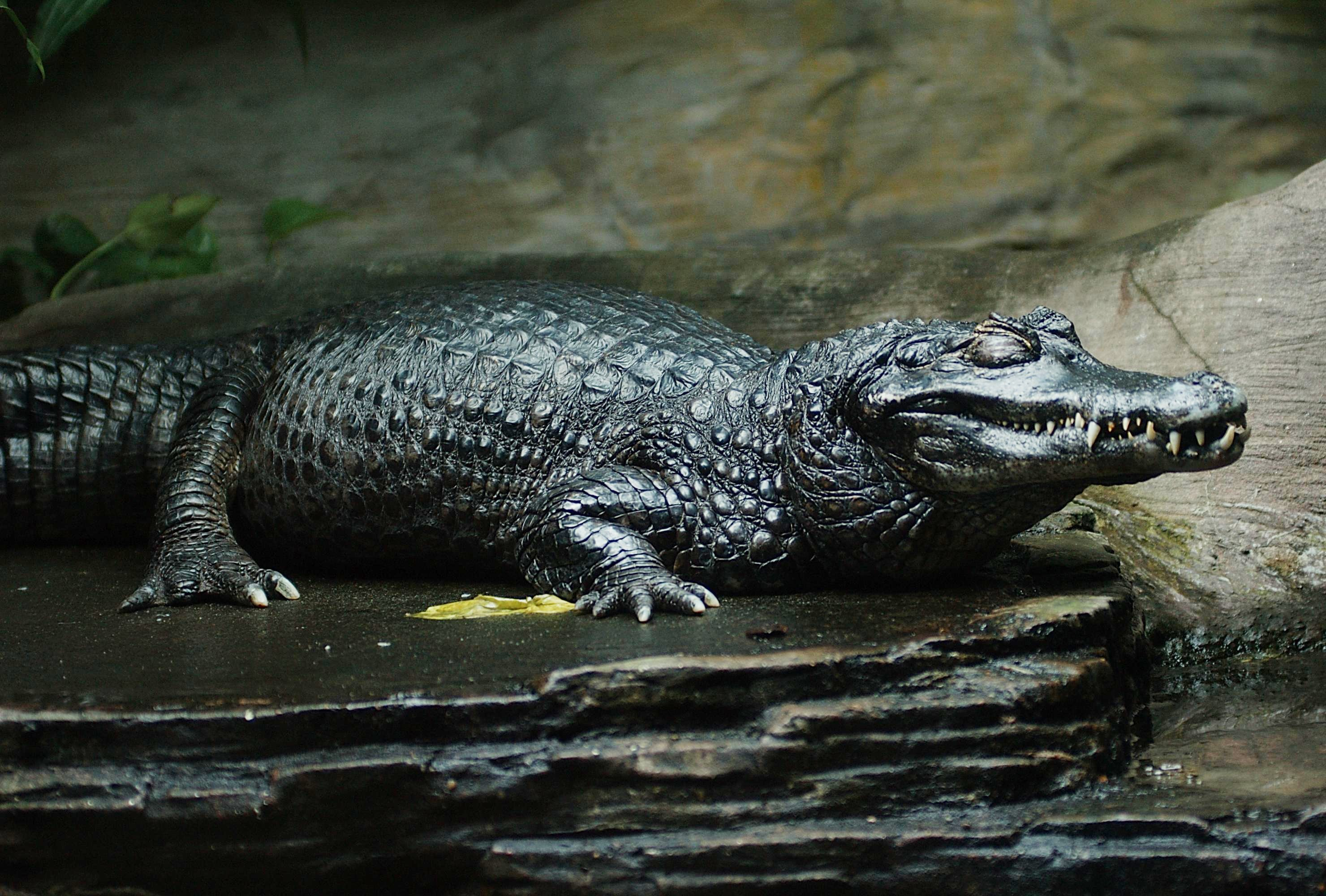